# Rotorov sindrom
Rotorov sindrom je poremećaj metabolizma bilirubina za koji je odgovoran poremećaj prijenos organskih aniona u hepatocitima. Bolest je nasljedna i nasljeđuje se autosomno recesivno, bolesnici su najčešće asimptomatični i nalaz povišene koncentracije bilirubina u krvi i otkrivanje oboljelih je najčešće slučajan.
Najčešći simptom Rotorova sindroma je žutica uzrokovana povišenom koncentracijom konjugiranog bilirubina. 
Rotorov sindrom je dobio naziv po filipinskom internistu Arturo Belleza Rotoru (1907-1988).